# 蘇伊士型

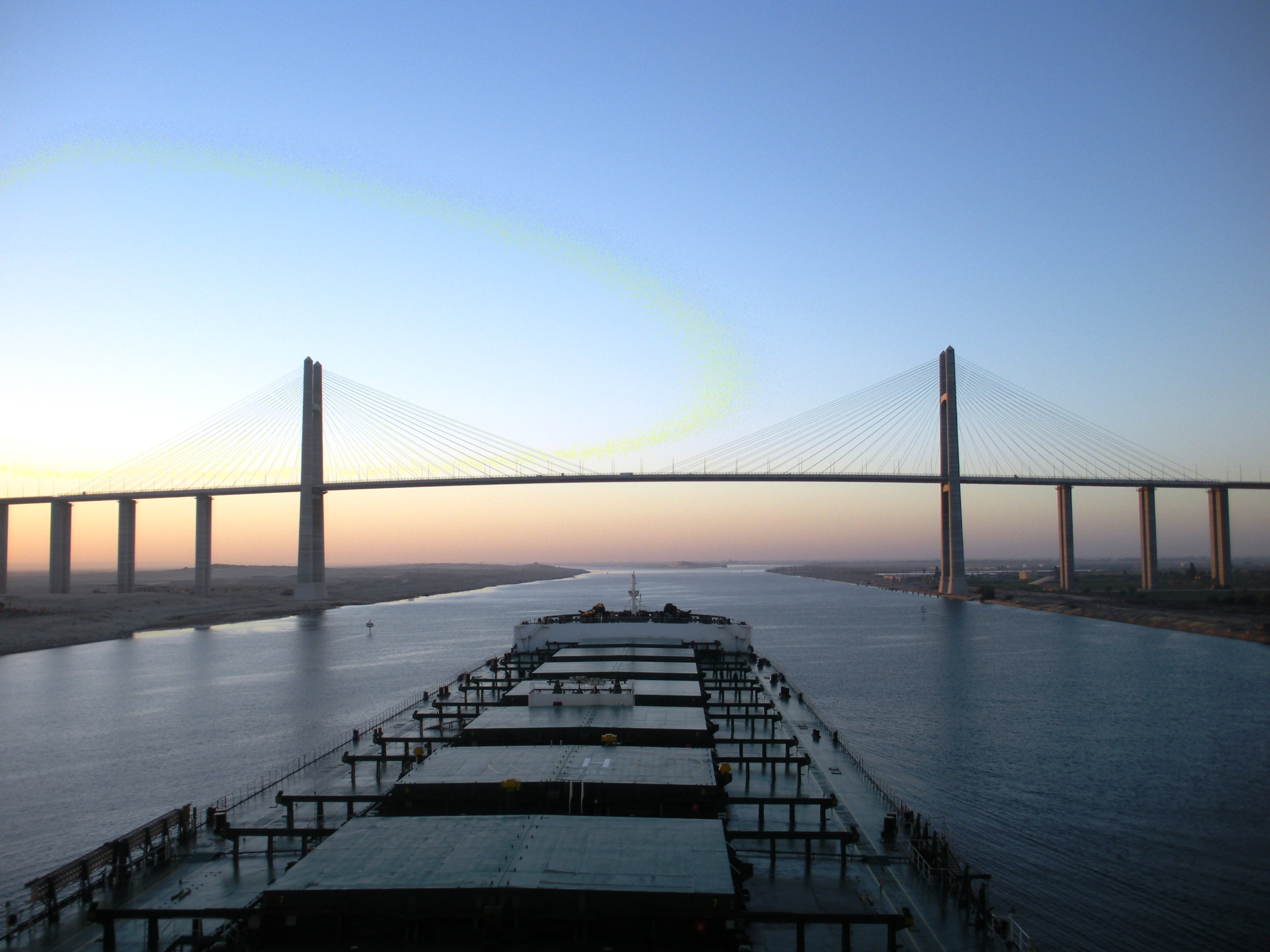
在扢深蘇伊士運河後，更大船隻可通過運河。
如圖示，一艘好望角型散貨船接近蘇伊士運河大橋

蘇伊士型與各型號船隻大小投影比較圖

蘇伊士型（英語：Suezmax）是一个船舶工程术语，指可以在蘇伊士運河通航的最大型船隻。因苏伊士運河沒有船閘，故此型只受吃水（運河深度）及蘇伊士運河大橋高度限制。

## 尺寸
目前蘇伊士運河深度只允许最多20.1（66英尺）吃水的船隻通航。有少数完全满載的超级油轮因吃水太深不适合通航，這些船隻要麼在通过運河前將部分石油卸载到其他船舶或管道，或是不經苏伊士运河而經厄加勒斯角。该运河原深18（59英尺），在2009年加深至20（66英尺）。
蘇伊士型噸位通常為160,000吨，船寬為（寬度）50米（164.0英尺），净空高度為68米（223.1英尺），原因是蘇伊士運河大橋允許通過的水面以上部分高度為70（230英尺）。蘇伊士運河管理局製作了有關蘇伊士型吃水、船寬的列表，但管理局表示列表隨時可變。由2010年起，蘇伊士型浸潤橫截面積限制為1006平方米，代表20.1（66英尺）吃水乘船寬不超過50.0米（164.0英尺）的船或12.2（40英尺）吃水乘船寬不超過77.5（254英尺）的船才可通過運河。
类似的术语如巴拿馬型、馬六甲型和聖勞倫斯型分别用于能够通过巴拿马运河、马六甲海峡和圣劳伦斯航道的最大船隻。阿芙拉型的载重量为80,000吨至120,000吨。中國型指的是能在满载货物的情况下使用多个中國港口的船只。好望角型（Capesize）是指体积太大而无法通过苏伊士运河的散货船，它们需要绕过好望角，但最近的运河疏浚意味着许多好望角型货船可以使用运河。將运河挖深至70英尺（21米）的计划在將來可能导致对蘇伊士型定義的更新，就像巴拿马运河挖深和拓宽后对巴拿马型定義的更新一样。